# Melhania praemorsa
Melhania praemorsa är en malvaväxtart som beskrevs av Laurence J. Dorr. Melhania praemorsa ingår i släktet Melhania och familjen malvaväxter. Inga underarter finns listade i Catalogue of Life.